# Il figlio di Alì Babà
Il figlio di Alì Babà (Son of Ali Baba) è un film del 1952 diretto da Kurt Neumann.
È un film d'avventura statunitense con Tony Curtis, Piper Laurie e Susan Cabot.

## Produzione
Il film, diretto da Kurt Neumann su una sceneggiatura e un soggetto di Gerald Drayson Adams, fu prodotto da Leonard Goldstein per la Universal International Pictures e girato dal 9 agosto 1951 al 13 settembre 1951.

## Distribuzione
Il film fu distribuito con il titolo Son of Ali Baba negli Stati Uniti dal settembre del 1952 al cinema dalla Universal Pictures e per l'home video dalla MCA/Universal Home Video nel 1993.
Alcune delle uscite internazionali sono state:
- negli Stati Uniti il 15 agosto 1952 (New York City, New York)
- in Svezia il 26 dicembre 1952 (Kashma - Ali Babas son)
- in Finlandia il 6 febbraio 1953 (Ali Baban poika)
- in Austria nel marzo del 1953 (Der Sohn von Ali Baba)
- in Germania Ovest il 3 aprile 1953 (Der Sohn von Ali Baba)
- in Portogallo il 18 giugno 1953 (O Filho de Ali-Babá)
- in Danimarca il 19 ottobre 1953 (Kalifen i Bagdad)
- in Turchia nel novembre del 1953 (Ali Baba'nin oglu)
- in Giappone l'8 maggio 1958
- in Venezuela (El hijo de Alí Babá)
- in Francia (Le fils d'Ali Baba)
- in Brasile (O Filho de Ali Babá)
- in Grecia (O gyios tou Ali Baba)
- in Italia (Il figlio di Alì Babà)

## Critica
Secondo il Morandini il film rappresenta "Le mille e una notte ridotte a un fumetto disegnato male".